# Stiefelhagen
 Stiefelhagen ist eine Ortschaft in Engelskirchen im Oberbergischen Kreis im Regierungsbezirk Köln in Nordrhein-Westfalen (Deutschland).

## Lage und Beschreibung
Der Ort liegt ca. 6,4 km vom Hauptort Engelskirchen entfernt. Die Hochlage am Südhang der engsten Stelle des Aggertals sorgt für sonniges, aber feuchtes Klima. Nächstes Zentrum für Einkäufe, Arztbesuche und andere alltägliche Besorgungen ist das ehemals selbständige Dorf Ründeroth. In Stiefelhagen lassen sich zwei Ortsteile unterscheiden: das historische Alt-Stiefelhagen, das nur aus der Stiefelhagener Straße besteht, und das sogenannte Neu-Stiefelhagen (Hermannstraße und Oskarstraße, benannt nach den damaligen Firmeninhabern und Erbauern der Siedlung), eine ehemalige Werkarbeitersiedlung des noch heute existierenden Edelstahlwerkes Dörrenberg Edelstahl.

## Dorfgemeinschaft
Im Dorfteil Alt-Stiefelhagen existiert ein aktives Dorfgemeinschaftsleben. Männer, Frauen und Kinder organisieren gemeinschaftliche Feste wie das alljährliche Sommerfest, das Maifest, Osterfest und andere feste Größen im Stiefelhagener Festkalender.
Schon mehrfach nahm die Dorfgemeinschaft „Stiefeler Möll“ mit einem eigenen Festwagen am Ründerother und am Engelskirchener Karnevalsumzug teil.
Auch neu Zugereiste werden bei Interesse schnell in die Gemeinschaft integriert. Gerade für Familien mit Kindern ist das Leben in Stiefelhagen vergleichsweise idyllisch.
Bislang gab es folgende Könige aus Stiefelhagen: 1966 Ernst Engels, 1967 Erwin Voth, 1970 Rolf Göckel, 1977 Willi Ahlefelder und 1981 Paul Elendt. Nach langer Zeit, nämlich im Jahre 2000 gelang es Heinz Scherer die Königswürde wieder nach Stiefelhagen zu holen. Ihm folgte 2001 Axel Fuchs und 2005 Dietmar Everding. Dirk „Paul“ Paschke hatte 2007 das Glück auf seiner Seite und wurde zum 9. König des Dorfes Stiefelhagen. Der aktuelle König des Jahres 2010 kommt zur Freude der Stiefelhagener erneut aus dem Dorf. Er heißt Thomas Passberger.

## Geschichte

### Erstnennung
1413 wurde der Ort das erste Mal urkundlich erwähnt und zwar „Kämmereiregister für Fronhof Lindlar“.
Schreibweise der Erstnennung: Stevelhain